# The Best Of Collection (албум Јелене Карлеуше)
The Best Of Collection други је компилацијски албум српске певачице Јелене Карлеуше. Објављен је 2018. године за издавачку кућу City Records. Компилација садржи укупно 20 песама — две са албума Јелена (1998), једну са албума За своје године (2001), једну са албума Само за твоје очи (2002), шест са албума Магија (2005), пет са албума JK Revolution (2008) и пет са албума Дива (2012).

## Списак песама
1. Крими рад (са Течом)
2. Савршен злочин
3. Инсомниа (са Мирзом)
4. Дубоко рањена
5. Со (са Nesh-ом)
6. Само за твоје очи (live)
7. Јелена (live)
8. Жене воле дијаманте (live)
9. Лудача (live)
10. Тихи убица
11. Тестамент
12. Ко ти то баје
13. Casino
14. Баш је добро бити ја (са Marcus-ом)
15. Слатка мала
16. Магија
17. Ниси у праву
18. Не смем да се...
19. Управо остављена
20. Иде маца око тебе